# Antonio da Viterbo il Vecchio
Antonio da Viterbo (... – XV secolo) è stato un pittore italiano.

## Biografia
Le uniche notizie su di lui pervengono da un'iscrizione su un trittico conservato nella chiesa di San Michele Arcangelo a Capena. L'iscrizione dice: ANTONIUS DE BITERBO PENSII ROMA MCCCC". Da ciò si deduce che il pittore fu originario di Viterbo e che fu attivo intorno al 1400. Antonio da Viterbo ottenne dal papa l'incarico di eseguire la rappresentazione del Cristo in trono da portare alla processione di Ferragosto a Roma nell'anno giubileo 1400 .

## Opere
- Cristo in trono tra SS. Pietro e Paolo; Annunciazione (trittico) - Capena, chiesa di San Michele Arcangelo

## Stile
Il trittico di Capena dimostra che Antonio da Viterbo dipinse in uno stile tipico del tardo gotico del Lazio. Lo evidenziano il formato dal timpano appuntito, le stoffe decorate con melagrana, la doppia linea ondeggiata sull'orlo degli abiti, lo sguardo ambiguo delle figure e le incertezze nella rappresentazione dello spazio. 
Al di là di queste caratteristiche tipiche del tardo gotico del Lazio si evidenziano anche degli elementi che sono tipici per lo stile personale di Antonio da Viterbo. Cioè, le sue figure sono particolarmente scarne con mani e dita lunghissime, le guance sono scavate sotto gli zigomi e ogni oggetto dipinto tende a salire nella verticale.